# Dorippe
Genre
Dorippe est un genre de crabes de la famille des Dorippidae. 
Ces crabes sont connus pour se protéger en portant sur leur dos des animaux dangereux, comme des oursins, des anémones ou des méduses benthiques. En Asie, ces crabes, sur la carapace desquelles on distingue un visage humain, sont très recherchés car, selon la légende, ils contiennent l'âme de guerriers défunts. 

## Liste des espèces
Selon World Register of Marine Species (16 février 2016) :
- Dorippe frascone (Herbst, 1785) -- crabe à oursins
- Dorippe glabra Manning, 1993
- Dorippe irrorata Manning & Holthuis, 1986
- Dorippe quadridens (Fabricius, 1793)

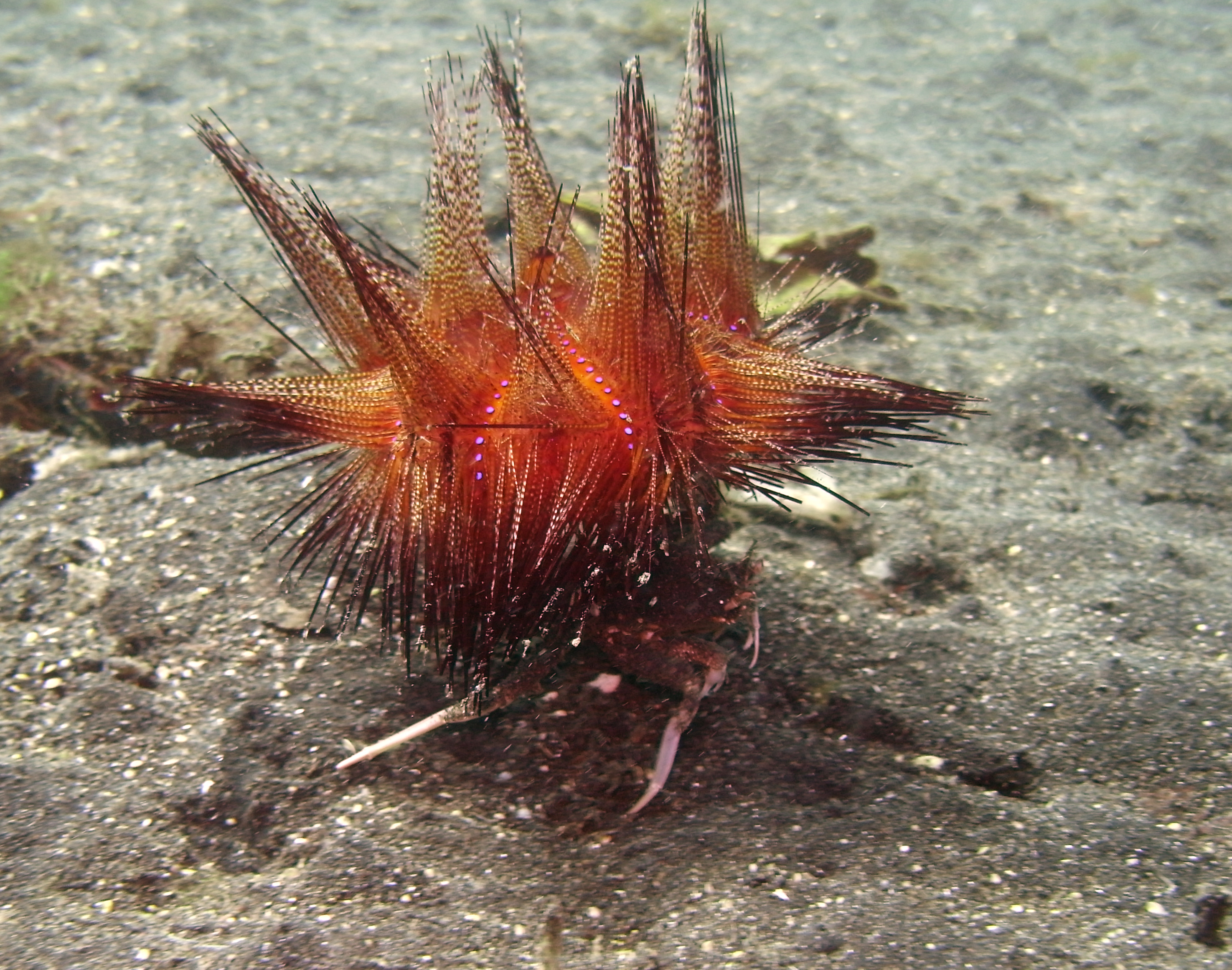
Dorippe frascone transportant un oursin Astropyga radiata venimeux.

- Dorippe sinica Chen, 1980
- Dorippe tenuipes Chen, 1980
- Dorippe trilobata Manning, 1993